# Remi Rasquin
Rémy Henry Rasquin (Antwerpen, 30 april 1879 - Ukkel, 29 september 1941) was een Belgisch acteur.
Hij was onder andere verbonden aan de Volksschouwburg Folies-Bergères en de Koninklijke Vlaamse Schouwburg in Brussel. In 1925 ging hij op tournee in Nederlands-Indië.
Als filmacteur speelde hij mee in Mooi Juultje van Volendam (Alex Benno, 1924) en L'oeuvre immortelle (1924) van Julien Duvivier.